# Станислав Семерджиев
Станислав Тодоров Семерджиев е български сценарист и бивш ректор на НАТФИЗ, избиран четирикратно: 2003-2007; 2007-2011; 2015-2019; 2020-2024; 

## Държавна сигурност
През 2012 г. Комисията по досиетата обявява, че през 1986 г. Станислав Семерджиев е вербуван за сътрудник на Държавна сигурност от управлението за „борба с идеологическата диверсия“ (шесто управление, отдели I и III) в качеството си на агент. Използвал е псевдонимите Тодор и Янко. 4 години по-късно личното и работното му дело са унищожени, когато е снет от оперативния отчет.

## Филмография
- „Филип“ (тв, 2004)
- „Хотел България“ (2004)
- „Авантюрата Хамлет“ (2008)
- „Времето е наше“ (a.k.a. „Разруха“) (2018)